# Воспитанные волками
«Воспи́танные волка́ми» (англ. Raised by Wolves; в другом переводе — «Взращённые волка́ми») — американский телесериал в жанре научной фантастики, созданный Аароном Гузиковским. Его исполнительным продюсером был Ридли Скотт, который ещё и снял первые две серии. Главные роли в шоу сыграли Аманда Коллин, Абубакар Салим, Винта МакГрат, Трэвис Фиммел, Нив Алгар. Премьера первого сезона прошла 3 сентября 2020 года на HBO Max, премьера второго — 3 февраля 2022 года. После этого шоу было закрыто.

## В ролях
- Аманда Коллин — Мать
- Абубакар Салим — Отец
- Винта МакГрат — Кампион
- Трэвис Фиммел — Маркус
- Нив Алгар — Сью
- Феликс Джемисон — Пол
- Этан Хаззард — Охотник
- Джордан Лоугрэн — Буря
- Стив Уолл — Амброуз
- Матиас Варела — Люциус

## Список серий
| Сезон | Серии | Серии | Даты показа     | Даты показа     |
| Сезон | Серии | Серии | Первая серия    | Последняя серия |
| ----- | ----- | ----- | --------------- | --------------- |
| 1     | 10    | 10    | 3 сентября 2020 | 1 октября 2020  |
| 2     | 8     | 8     | 3 февраля 2022  | 17 марта 2022   |

### Сезон 1 (2020)
| № | #  | Название                                   | Режиссёр             | Сценарист         | Показ в США      | Зрители США (в миллионах) |
| --- | -- | ------------------------------------------ | -------------------- | ----------------- | ---------------- | ------------------------- |
| 1 | 1  | «Raised by Wolves» «Воспитанные волками»   | Ридли Скотт          | Аарон Гузиковский | 3 сентября 2020  | н/д                       |
| Андроиды под именами Мать и Отец прибывают на безлюдную полупустынную планету, где им предстоит основать человеческую колонию. С помощью искусственных маток Мать производит на свет шесть новорождённых детей. Андроиды и дети ведут примитивное хозяйство: строят каменные сооружения, выращивают съедобные клубни, вручную ткут ткани для одежды. Вскоре дети начинают умирать от болезней и несчастных случаев. До двенадцати лет доживает только мальчик по имени Кампион. Андроиды начинают спорить: Отец уверен, что Кампиону нужны другие люди и хочет позвать на помощь других выживших — последователей религиозного культа Митры. Мать считает, что фанатики опасны для Кампиона, и атакует Отца. Митраистов призывает сам Кампион, те пытаются силой увезти его с планеты. Тогда Мать обнаруживает свои разрушительные способности, соответствующие андроиду высокого класса («некроманту»). Она убивает почти всех митраистов и взрывает их корабль, предварительно забрав оттуда пятерых детей.             |    |                                            |                      |                   |                  |                           |
| 2 | 2  | «Pentagram» «Пентаграмма»                  | Ридли Скотт          | Аарон Гузиковский | 3 сентября 2020  | н/д                       |
| Рассказывается история митраиста Маркуса, выжившего в схватке с Матерью, и его жены Сью. Оказывается, они — самозванцы, выдающие себя за митраистов, которых сами же убили и присвоили их личности. У убитых остался сын Пол, о котором самозванцы решили заботиться как о своем собственном. Этот ребёнок оказался в числе тех, что забрала Мать с Ковчега. Андроиды начинают обучать новых детей навыкам выживания на планете, а также перевоспитывать в духе атеизма и веры в науку. Позже Мать понимает, что одна из детей, девочка-подросток по имени Буря, беременна. Ночью на лагерь впервые за время нахождения андроидов на планете нападают странные хищные твари, но Мать убивает их. Раненого Маркуса находят выжившие митраисты с Ковчега. |    |                                            |                      |                   |                  |                           |
| 3 | 3  | «Virtual Faith» «Мнимая вера»              | Люк Скотт            | Аарон Гузиковский | 3 сентября 2020  | н/д                       |
| Дети в колонии начинают болеть и кашлять, как и умершие из предыдущего поколения. Заподозрив, что Мать неосознанно убивает детей, Кампион пытается увести детей с Ковчега из лагеря. Маркус пытается убедить митраистов отправить отряд на спасение детей, однако не получает разрешение от Его Святейшества. Тот считает, что сейчас все силы нужно направить на выживание, а спасение детей является второстепенной задачей. Тем временем андроиды выясняют, что причиной болезни и смерти детей является не Мать, а радиация, исходящая от семян съедобных клубней, которыми они питаются. Андроиды отправляются в погоню за сбежавшими детьми. Отец возвращает в лагерь пятерых, а Мать идёт за отставшим от остальных Полом. На детей в лагере нападает хищное существо, но Отец ловит его и запирает в одном из строений. |    |                                            |                      |                   |                  |                           |
| 4 | 4  | «Nature's Course» «Естественный ход вещей» | Люк Скотт            | Аарон Гузиковский | 10 сентября 2020 | н/д                       |
| Мать и Отец спасают сбежавших детей и возвращают их обратно в убежище. Выжившие с Ковчега находят в пустыне следы развитой цивилизации — огромный каменный додекаэдр, от которого исходит странное тепло. Приняв его за храм Митры, они останавливаются возле него лагерем. Мать, изготовив скальпель из священных амулетов детей с Ковчега, удаляет каждому из них импланты-маяки и выбрасывает их в яму. Маркус и Сью пытаются убедить Его Святейшество отправиться за детьми, но тот отказывает, что приводит к конфликтам внутри митраистов. Ночью на Маркуса совершается покушение, но Сью спасает его. Следующей ночью Маркус вступает в противоборство с Его Святейшеством, заявив, что тот утратил веру. Маркус прижимает его к священному строению, отчего Его Святейшество сгорает заживо. В убежище андроидов Отец пытается научить детей охотиться, принуждая их убить пойманную накануне тварь. На это решается только Буря, которая сразу после убийства обнаруживает, что существо было беременной самкой. |    |                                            |                      |                   |                  |                           |
| 5 | 5  | «Infected Memory» «Заражённая память»      | Серджо Мимика-Геззан | Хезер Беллсон     | 10 сентября 2020 | н/д                       |
| Мать с помощью компьютерной симуляции узнает историю своего появления: она была боевым андроидом митраистов, но ее захватил и перепрограммировал конструктор-атеист по имени Кампион. Кампион внедрил андроиду программу стать матерью нового поколения людей-атеистов, для чего вложил в нее материнский инстинкт, а также человеческие чувства и эмоции. Из симуляции Мать вырывает сообщение о том, что ребенок в опасности. Она прибегает в поселение и видит, что Буря отравилась, пытаясь убить себя и свой плод. Мать не дает ей умереть. Митраисты спускаются на дно ямы, чтобы найти детей, но находят лишь их маячки. Там они встречают странное человекообразное существо и самодельную карту из камней и палок, которая указывает, что существо разумно. Маркус в качестве нового лидера митраистов решает временно пощадить священника, приговоренного к смерти за изнасилование женщин с Ковчега, когда те были в состоянии анабиоза (в том числе Бури).                                                    |    |                                            |                      |                   |                  |                           |
| 6 | 6  | «Lost Paradise» «Потерянный рай»           | Серджо Мимика-Геззан | Дональд Йо        | 17 сентября 2020 | н/д                       |
| Маркус и его люди пытаются уничтожить Мать, когда она погружена в симуляцию, однако у них не выходит. В лагере Пол и Кампион ссорятся из-за ловушки, которую сконструировал Пол. Кампион в ярости несколько раз ударяет его. Митраисты нападают на андроидов, пытаясь забрать детей. Основную атаку андроиды отбивают, однако ночью Маркусу удается сильно повредить Мать. |    |                                            |                      |                   |                  |                           |
| 7 | 7  | «Faces» «Лица»                             | Алекс Габасси        | Карен Кэмпбелл    | 17 сентября 2020 | н/д                       |
| Митраисты захватывают лагерь андроидов, перепрограммируют Отца и обезвреживают раненую Мать. Кампиона митраисты хотят крестить, мальчик сначала вынужденно соглашается, но затем срывает церемонию. Его запирают в амбаре, где он, как и многие персонажи до этого, видит свою сестренку Тэлли, погибшую много лет назад. Не сумев перепрограммировать Мать, Маркус решает уничтожить ее, однако видения и голоса говорят ему не делать этого. Мать спасается, а Маркус понимает, что сирота из пророчества митраистов — он сам. |    |                                            |                      |                   |                  |                           |
| 8 | 8  | «Mass» «Опухоль»                           | Алекс Габасси        | Шинейд Дэли       | 24 сентября 2020 | н/д                       |
| Раненая Мать исцеляет себя с помощью технологий, найденных в обломках ковчега митраистов, и одновременно обнаруживает в своем животе нечто похожее на «силиконовую опухоль» — болезнь андроидов. Однако вскоре Мать понимает, что это не опухоль, а зародыш, который должен питаться кровью — андроидов или живых существ. Маркус под влиянием религиозных видений становится неадекватным и опасным. Сью сбегает от него, взяв в собой Пола и некоторых других детей. |    |                                            |                      |                   |                  |                           |
| 9 | 9  | «Umbilical» «Пуповина»                     | Джеймс Хоуз          | Аарон Гузиковский | 24 сентября 2020 | н/д                       |
| Охотнику удается перепрограммировать Отца и вернуть его в прежнее состояние. Мать находит осужденного за изнасилование митраиста и подключает его тело к своему животу, чтобы питать свой плод его кровью. Мать, Сью и дети встречаются в ущелье, где Сью хочет убить Мать, но отступает, узнав, что дети готовы защищать ее и что Мать беременна. Ночью священник-насильник снова пытается напасть на Бурю, однако его убивает встроенная в его шлем система защиты. Сбежав от митраистов, Отец также воссоединяется с Матерью. Уцелевшие митраисты наконец понимают, что Маркус — не тот, за кого себя выдает, и нападают на него. |    |                                            |                      |                   |                  |                           |
| 10 | 10 | «The Beginning» «Начало»                   | Люк Скотт            | Аарон Гузиковский | 1 октября 2020   | н/д                       |
| Избитый Маркус приходит в себя в полном одиночестве. Его продолжают посещать видения. Мать и Отец находят череп, который идентифицируют как череп неандертальца. Они понимают, что на этой планете жили люди, однако их эволюция пошла иным путем: они деградировали и превратились в существ, с которыми герои ранее боролись. Пол узнает, что Сью — не его настоящая мать, и ранит ее выстрелом в живот. Мать тем временем «рожает» свой плод, но это оказывается не человек и не андроид, а летающий змей. Существо питается кровью и стремительно растет. Мать и Отец решают уничтожить его, спалив в летательном аппарате. Однако это у них не выходит: каким-то образом уцелев при прохождении через раскаленное ядро планеты, змей вырывается на волю, будучи уже гигантских размеров. |    |                                            |                      |                   |                  |                           |

### Сезон 2 (2022)
| № | # | Название | Режиссёр | Сценарист | Показ в США | Зрители США (в миллионах) |
| - | - | -------- | -------- | --------- | ----------- | ------------------------- |

| № общий | № в сезоне | Название                            | Режиссёр        | Автор сценария    | Дата премьеры   | Зрители в США (млн) |
| --- | ---------- | ----------------------------------- | --------------- | ----------------- | --------------- | ------------------- |
| 11 | 1          | «The Collective» «Коллектив»        | Эрнест Дикенсон | Аарон Гузиковский | 3 февраля 2022  | н/д                 |
| Лагерь атеистов находят Мать без сознания, и Отца невдалеке. На вопрос матери, осталось ли что либо от корабля, ответом был: нет. Вскоре она встречает отца и детей и начинают осваиваться в тропической зоне планеты. Маркус один перехватывает пилотируемый корабль атеистов и летит что бы уничтожить их основной корабль, но управление кораблем перехватывает ИИ «Квантум-6», он же «Гарант». |            |                                     |                 |                   |                 |                     |
| 12 | 2          | «Seven» «Семь»                      | Эрнест Дикенсон | Аарон Гузиковский | 3 февраля 2022  | н/д                 |
| 13 | 3          | «Good Creatures» «Хорошие создания» | Суну Гонера     | Джулиан Мейоджаз  | 10 февраля 2022 | н/д                 |
| 14 | 4          | «Control» «Контроль»                | Суну Гонера     | Карен Кэмпбелл    | 17 февраля 2022 | н/д                 |
| 15 | 5          | «King» «Король»                     | Алекс Габасси   | Аарон Гузиковский | 24 февраля 2022 | н/д                 |
| 16 | 6          | «The Tree» «Дерево»                 | Алекс Габасси   | Аарон Гузиковский | 3 марта 2022    | н/д                 |
| 17 | 7          | «Feeding» «Кормление»               | Лукас Эттлин    | Аарон Гузиковский | 10 марта 2022   | н/д                 |
| 18 | 8          | «Happiness» «Счастье»               | Лукас Эттлин    | Аарон Гузиковский | 17 марта 2022   | н/д                 |

## Производство
Проект был анонсирован 8 октября 2018 года. Ридли Скотт стал одним из исполнительных продюсеров и режиссёром первых двух эпизодов. Съёмки проходили в Южной Африке. 6 августа 2020 года появился трейлер сериала, а премьера состоялась 3 сентября. 17 сентября 2020 года, ещё до завершения показа, стриминговый сервис HBO Max продлил сериал на второй сезон, его премьера состоялась 3 февраля 2022 года.
Всего Скотт планировал пять сезонов сериала, но в июне 2022 года проект закрыли после двух сезонов.

## Оценки
По данным сайта Rotten Tomatoes, 74 % критиков дали первому сезону положительный отзыв со средним рейтингом 7,1/10. Местный консенсус гласит: «Изобилующие воображением и потусторонними образами, „Воспитанные волками“, — это кровавое исследование искусственного интеллекта и религиозных убеждений, которые будут стимулировать глаза и разум, если не сердце». На ресурсе Metacritic сериал получил средневзвешенный балл 64 из 100 , что указывает на «в целом благоприятные отзывы».
Даррен Фрайнич из Entertainment Weekly поставил проекту «четвёрку» и отметил, что действие местами слишком замедляется. Джон Андерсон из The Wall Street Journal написал: «Сюжетная линия… в хорошем смысле выводит зрителя из равновесия. Это выглядит великолепно. И Мать… является самым запоминающимся женским/женоподобным космическим существом со времен Сигурни Уивер в роли Рипли в „Чужом“». Автор рецензии для RogerEbert.com Ник Аллен неоднозначно отозвался о сериале, посетовав на «интеллектуальный холод» сюжета и поставив «Воспитанных волками» в один ряд с фильмом Скотта «Прометей» 2012 года.